# 萨利讷
萨利讷（法語：Saline，法語發音：[salin] ⓘ）是法国卡尔瓦多斯省的一个曾短暂存在过的市镇，属于卡昂区。萨利讷于2017年1月1日由市镇特罗阿恩和萨内维尔合并而成，行政中心位于特罗阿恩。2019年12月31日，萨利讷拆分回原来的两市镇。

## 地理
萨利讷（49°10'56"N, 0°11'0"W）面积16.67 平方千米，位于法国诺曼底大区卡爾瓦多斯省，该省份为法国西北部沿海省份，北濒大西洋英吉利海峡，东北与滨海塞纳省以海上边界相接，东临厄尔省，南至奧恩省，西与芒什省接壤。
萨利讷的时区为UTC+01:00、UTC+02:00（夏令时）。

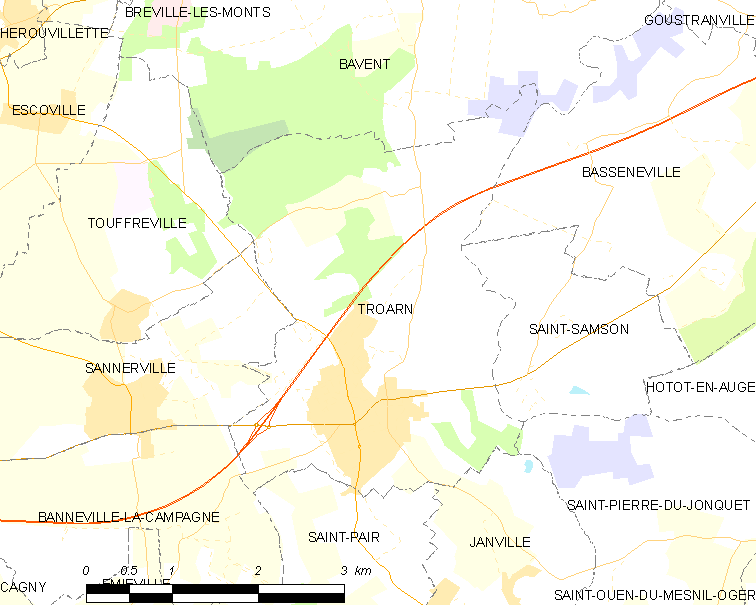
萨利讷的OSM定位图

## 行政
萨利讷的邮政编码为14670，INSEE市镇编码为14712。

## 政治
萨利讷所属的省级选区为特罗阿恩县。

## 人口
萨利讷于2017年1月1日时的人口数量为5428人。